# Бра (град)
Вижте пояснителната страница за други значения на Бра.
Бра (на италиански: Bra) е град и община в Северна Италия, провинция Кунео, регион Пиемонт, с население от 29 722 жители към 1 януари 2025 г. Намира се в района на Роеро. 

## География, администартивно деление и население
Бра се намира в североизточната част на провинция Кунео, в района на Ланге-Роеро, на северния склон на долината на река Танаро.
Това е третата по население община в провинцията (след градовете Кунео и Алба) и принадлежи към Торинската епархия.
През града не минават реки или потоци, но река Танаро минава при подселището Поленцо в близост до бившето кралско имение. 
Територията се характеризира с обширна равнина, където се е развил градът, и с хълм, на който се намира част от историческия му център. Хълмистият релеф на община Бра е началото на района Роеро.
Бра граничи със следните 7 общини: Покапаля, Кераско, Санта Витория д'Алба, Санфре, Вердуно, Ла Мора и Кавалермаджоре.
Отстои на 35 км от Асти, 42 км от Кунео, 44 км от Торино, 89 км от Генуа и 135 км от Милано.
Има следните подселища и местности: Бандито, Поленцо, Борго Нуово, Казе дел Боско, Кастелето, Киоса, Фалкето, Грионе, Матроти, Монтà дела Радиче, Пиумати, Куинто Бианко, Рива, Риво, Ронки, Сабеко Супериоре, Сан Маурицио, Сант'Аниезе, Скатолери, Тети Бона и Тети Миланези.
Към 1 януарии 2025 г. населението му е 29 722 души. Към 1 януари 2024 г. в него живеят 3878 чуждестранно граждани, предимно албански (1139 души), сред които и 12 български граждани.

## Топоним
Топонимът предполага ранносредновековен произход на града, свързан с наличието на лангобардски селища в района. Името „Brayda“, засвидетелствано в документ от средата на XII век, отразява ланобардската дума „braida“, използвана в смисъл на „обработваема земя, ливада, равнина“, което е много подходящо за местоположението на града. Споменава се и като „Braa“ и „Bragida“ в документи от  XIII век. Алтернативна хипотеза е келтският произход от braille или braye със значение на „пасище“ или „планинско пасище“.

## История
Произходът и човешките селища в района на Бра са много древни и стигат чак до Неолита. По време на римския период в долината на река Танаро, в края на II век пр.н.е.,  е основан град Поленция (сега Поленцо) – важен център на търговски и военен трафик между лигурските пристанища и равнината на Пиемонт. 
Бра възниква и се развива около замък по инициатива на жителите на близката Поленция, Поленция е опустошена в битката между Аларих I, крал на готите, и Стилихон, римски военачалник, на 6 април 402 г. и по-късно е разрушена от жителите на Асти. След упадъка на Поленция жителите ѝ започват да се преместват към платото на днешен Бра, смятано за по-безопасно.
В края на 1100 г. Бра става независима комуна, която по-късно преминава към Асти. Подчинена на Анжуйците и завладяна от Висконти, впоследствие е оспорвана от французите и испанците. 
Към средата на XVI век е обсадена и завладяна от испанците, водени от Емануил Филиберт Савойски, който разрушава отбранителните й съоръжения. Скоро след като става част от савойските владения, на 20 февруари 1760 г. е издигната в ранг на град от херцог Карл Емануил III. На 8 февруари 1763 г. херцогът го дава като апанаж на сина си Бенедикт Мария Маврикий, херцог на Шабле.
През XVIII век Бра се разраства и процъфтява от архитектурна гледна точка благодарение и на присъствието на Бернардо Антонио Витоне – архитект, създал два шедьовра на къснобароковото изкуство: заоблената фасада на кметството и църквата „Санта Киара“.
През XIX век в Бра се раждат забележителни мъже в много области: Свети Джузепе Бенедето Котоленго (роден в Бра през 1786 г.), основател на Малкия дом на Божественото провидение, латинистът Дж. Б. Гандино, археологът Едоардо Брицио, естествениците Еторе и Федерико Кравери (основатели на Музея на естествените науки, който днес носи тяхното име).
През Втората световна война, между 1940 и 1943 г., 17 еврейски бежанци (включително семейства с деца) са интернирани в Бра. След 8 септември 1943 г., с германската окупация, групата бързо се разпръсва. В крайна сметка всички интернирани успяват да се спасят (някои остават скрити в района, други се насочват на юг към съюзническата армия).

## Икономика
Първичният сектор е представен с отглеждането на зърнени култури, пшеница, зеленчуци, фураж, грозде и други плодове и е подкрепен от животновъдство, което с говеждо месо и мляко захранва млечната и месопреработвателната промишленост. Постоянното развитие на вторичния сектор, способен да поеме значителен поток от външна работна ръка (открояват се металообработващите и текстилните компании, облеклото, каучука и пластмасите, електрониката, фабриките за мебели и автобояджийските работилници), е съпътствано от това на третичния сектор: има банкови услуги и добра търговска мрежа, застрахователни компании и агенции за недвижими имоти.

## Забележителности

### Религиозна архитектура
- Енорийска църква „Сант Андреа“, в бароков стил, построена по проект на Джан Лоренцо Бернини под ръководството на Гуарино Гуарини.
- Енорийска църква „Сант'Антонино Мартире“, в която се съхраняват статуите от 1728 г. на „Света Анна с Девата Младенеца“ и „Свети Йоаким с Девата Младенеца“ от скулптора Карло Джузепе Плура, както и картините на Родолфо Моргари „Мадона с пояса и светците“ и „Дева Мария със Свети Йоаким“ от 1874 г.
- Енорийска църква „Сан Джовани Батиста“.
- Светилище на Мадона дей Фиори, покровителка на Бра. В нея се намира статуята на Дева Мария от скулптора Джузепе Реалини[7]. Фасадата на светилището е украсена с една от най-важните мозайки, изработена от Марко Иван Рупник. Името на светилището се дължи на преданието, според което в Бра, на 29 декември 1336 г., Мадоната се явила на младата бременна жена Еджидия Матис. Девойката, заплашена от наемници близо до оброчна колона с изображението на Мадоната, е спасено от внезапното явление, което прогонва престъпниците, докато навсякъде, дори посред зима, дивите сливови храсти внезапно разцъфтяват. И днес тези храсти необяснимо цъфтят посред зима, а не през пролетта.[8]
- Църква „Санта Мария дели Анджели“, сега капуцинска.

- Църква „Сан Роко“ сега е дом на православната енория „Санта Катерина д'Алесандрия“
- Църква „Сан Джовани Деколато“ , седалище на Братството на милосърдието
- Църква „Сан Джовани "Лонтано"“
- Църква „ Санта Киара“, проектирана от Бернардо Антонио Витоне и построена от бедните кларисинки. Работата започва на 27 май 1742 г. и е отворена за обществеността през 1748 г., въпреки че не е завършена. Планът е четириделен и цялата конструкция е базирана на четири големи стълба, които поддържат сложното взаимодействие на хоровите сепарета, двойния купол и малкия купол. Двойният купол е перфориран (диафанен купол). През четирите смесени линейни отвора на долния купол могат да се видят стенописите по него, осветени от светлината, идваща от различни отвори. Щукатурите са дело на Бернардино Барели, а изобразителната декорация – на Пиерпаоло Оперти от Бра. Бедните кларисинки изоставят църквата през 1883 г. и през 1892 г. започват строежа на манастир на Виале Мадона дей Фиори. Санта Киара все още е собственост на монасите капуцини днес.
- Енорийска църква „Сан Виторе“ в Поленцо
- Енорийска църква „Сан Лоренцо“ в Рива
- Църква „Сантисима Тринитà“ от XVII век

- Сант'Андреа
- Сант'Антонио Мартире
- Сан Джовани Батиста
- Мадона дей Фиори
- Санта Мария дели Анджелии
- Сан Роко
- Сан Джовани Деколато
- Санта Киара
- Сантисима Тринитà
- Сан Виторе (Поленцо)

### Градска архитектура
- Кралско имение Поленцо, обект на световното културно наследство на ЮНЕСКО като една от Савойските кралски резиденции в Пиемонт. Всички сгради са в неоготически стил.
- Кралско селище Поленцо. Поленция е древноримски град, достигнал най-големия си блясък в епохата на Юлиево-Клавдиевата династия. Много находки, открити при различни разкопки, се съхраняват в Археологическия музей на Палацо Траверса. През Средновековието е сведено до скромно земеделско селище и гарнизон от религиозни общности, включително бенедиктинците от Новалеза-Бреме. Укрепление съществува още преди 1238 г., но са нужни много векове, за да се достигне до сегашния вид на замъка, и по-специално, когато той преминава във владение на Савойската династия през 1838 г. Карл Алберт Савойски-Каринян започва големи работи, поверявайки ги на придворните архитекти Пеладжо Паладжи и Ернесто Мелано. В допълнение към реставрацията на замъка са построени селището с църквата „Сан Виторе“, площада с портика, Агенцията и голяма квадратна кула с бойници. В църквата се намира дървеният хор, идващ от абатство Стафарда. Замъкът и огромният земеделски имот сега са частна собственост, докато сградите на агенцията са в центъра на инициатива, насърчавана от Slow Food, регион Пиемонт и град Бра. Това довежда до създаването на съвместно предприятие, наречено „Agenzia di Pollenzo“, което напълно възстановява района и дава началото, наред с други неща, на Университета по гастрономически науки и Винената банка[9]. Външните пространства, площадът и улиците на селцето Поленцо са обект на реставрационни дейности, финансирани от Министерството на културното наследство, дейностите и туризма на Италия.
- Ла Дзицола[10]: символична сграда на града. С осмоъгълен план и два етажа, увенчани с кула в центъра, тя е разположена на най-високата точка на Бра: хълма Монтегулиелмо, близо до който се намира древният замък до XVI век. В пътеводителя на Бра от 1875 г. пише: „... собственост на адвокат Мафей, елегантна и грациозна ротонда, която доминира над града. Според преданието зад тази вила, на еспланада, на която все още може да се възхищаваме, са се сабирали някога вещици, за да празнуват шабат“. Така че това е била селска вила, която богатите собственици са отваряли за приятели за партита и приеми. През 1962 г. е дарена на община Бра от Гуидо Фасола, на чието семейство принадлежи от 1915 г., с условието сградата да се използва като място за конференции, музей или други обществени дейности, а земята да се използва като градина или обществен парк. Паркът е домакин на културни и развлекателни събития, главно през летните месеци.
- Палат Траверса: оригиналното ядро датира от средата на XV век и след реставрационни работи, извършени през 80-те години на XX век, е използвано като Музей на археологията и историята на изкуството. Тя обединява находки от древния Поленцо (основан от римляните) и местни произведения на изкуството от XVII век до наши дни. Той е част от системата „ Отворени замъци “ на Долен Пиемонт. Това е единствената готическа сграда, останала в града, и е претърпяла различни интервенции през вековете. Построена е от клон на семейство Малабайла от Асти. След различни преходи тя достига до семейство Алберионе, което я украсява с бойници в гибелински стил след 1666 г. В пътеводителя на Бра от 1907 г. сградата е посочена като собственост на Дон Траверса, откъдето идва и сегашното ѝ име. През 1935 г. тогавашните собственици, семейство Больоне, я даряват на общината, за да може да се създаде музей. Най-интересната част от сградата, която е и тази с най-високо архитектурно качество, е фасадата на улица „Парпера“.[11]
- Кметство: сграда от средновековен произход; подобно на други градски сгради, тя претърпява ремонти и трансформации, за да се адаптира към нуждите на разрастващия се град. Интервенцията, която я довеждат до сегашния й вид, е извършена между 1730 и 1732 г. от архитекта Бернардо Антонио Витоне от името на общината. Фасадата има изпъкнала централна част, оградена от две правоъгълни странични тела, и показва сходства с Палацо Кариняно в Торино, откъдето следва триделното оформление. Достъпът до историческата част се осигурява от поканено стълбище, добавено около 1897 г., което води до голямата сводеста врата, оградена от два правоъгълни отвора с кръгло око отгоре.
- Палацо Матис: Дворецът, датиращ от XIV век, се намира пред кметството, а първите му собственици са били семейство Соларо от Асти. Капитан Джакомо Соларо, като управител на замъка Бра, се озовава през 1552 г. да командва защитата на града, в съюз с французите, срещу савойския херцог Емануил Филиберт. Крепостта пада и е разрушена, а Соларо изчезват от Бра, оставяйки след себе си и двореца си. От 1652 г., в продължение на повече от два века, е собственост на семейство Боасо, което през 1870 г. го продава на семейство Ичери от Малабаила. Семейство Боасо извършва много трансформации, като обединява три сгради в комплекса, който днес съставлява двореца. През 1878 г. сградата преминава във владение на Мазенца, който през 1906 г. я продава на Амброджо Матис. Общината закупува сградата от наследниците на Матис през 1978 г. Днес, напълно реставрирана от общината и Фондация „Каза ди Риспармио ди Бра“, тя е дом на културните и туристическите бюра, а на основния етаж се провеждат изложби и културни събития, както и постоянна колекция от произведения на художника от Кераско Романо Ревильо.
- Палат Гароне: основан през Средновековието; претърпява радикални трансформации през XVII век. Има няколко смени на собствеността: значим е периодът, в който семейство Албрионе ди Рора живее там и разкрасява резиденцията. В справочника на Бра от 1875 г. семейство Гароне е посочено като нови собственици, откъдето идва и настоящото име. Генерал Андре Масена, от свитата на Наполеон, изглежда отсядал в двореца. Общината става негов собственик през 1882 г. и първоначално го използва като казарма, а след това премества някои офиси там. В продължение на много години в него се помещават училища, след това съдебната палата и накрая обособеното отделение на трибунала на Алба. От архитектурна гледна точка най-ценната част е тази от XVIII век и атриумът със стълбището във викториански стил.
- Градски театър „Политеама Больоне“: открит е на 1 септември 1900 г. и е построен благодарение на наследството на Джузепе Болионе. Дизайнерът е Акиле Сфондрини от Милано. Ремонтирана няколко пъти, през 50-те години на XX век претърпява ремонт, който напълно променя интериора ѝ с разрушаването на лоджиите. Доста години е театър и кино, след което е затворен през 1985 г. Отворен е през 2004 г. след значителна реставрация, макар и в модерен стил. Екстериорът е този на Сфондрини с голяма колонада и купол, който гледа към сградата. В него се провеждат театрални и музикални събития.[12]

- Замък Поленцо
- Ла Дзицола
- Палат Траверса
- Кметство
- Палат Матис
- Палат Гароне
- Портици в Бра

## Култура

### Музеи
- Природонаучен музей „Еторе и Федерико Кравери“[13]
- Исторически и археологически музей „Палацо Траверса“[14]
- Музей на играчките[15]
- Музей на велосипеда[16]
- Музей на машинописа[17]
- Дворец „Матис“
- Родно място на Свети Джузепе Бендето Котоленго
- Ла Дзицола - Къща на брайдесите
- Винена банка, Поленцо[9]

### Религиозни центрове
- Католическа енорийска църква „Св. мъченик Антоний“ (Chiesa di Sant′Antonino Martire), 14 век
- Католическа енорийска църква „Св. апостол Андрей“ (Chiesa di Sant′Andrea Apostolo), 14 век, 17 век
- Католическа енорийска църква „Св. Йоан Кръстител“ (Chiesa di San Giovanni Battista), края на 19 век
- Католическа църква „Св. Йоан Лонтано“ (Chiesa di San Giovanni Lontano), 12 – 13 век
- Католическа църква „Успение на блажената Дева“ (Chiesa della Beata Vergine Assunta), 11 – 12 век
- Католическа църква „Св. Мария“ (Chiesa di Santa Maria), 13 – 15 век
- Католическа църква „Св. архангел Михаил“ (Chiesa di San Michele Arcangelo), 17 век
- Католическа църква „Пресветото име на Мария“ (Chiesa del Santissimo Nome di Maria), 17 век
- Католически параклис „Св. Петър на градините“ (Cappella di San Pietro degli Orti), 1930 г.
- Католически параклис „Св. Рох“ (Cappella di San Rocco), 16 век
- Католически параклис на Светия кръст (Cappella di Santa Croce), 1584 г.
- Католически параклис „Св. Маврикий и св. Дефендент“ (Cappella dei Santi Maurizio e Defendente), 17 век, в Бандито
- Католическа енорийска църква „Успение Богородично“ (Chiesa dell′Assunzione di Maria Vergine), 16 век, в Бандито
- Католически параклис „Пресвета Дева Мария Анунциата“ (Cappella della Santissima Annunziata), 1745 г. в подселище Терлапини, Бандито
- Католическа църква „Блажената Дева на броеницата“ (Chiesa della Beata Vergine del Rosario), 70-те год. на 20 век, в Бескуроне
- Католическа църква „Блажена Дева Мария Възнесена“ (Chiesa della Beata Maria Vergine Assunta), 17 – 18 век, в Каза дел Боско
- Католическа църква „Св. Матей“ (Chiesa di San Matteo), 17 век, в Сан Матео
- Католическа църква „Пресвето име на Мария“ (Chiesa del Santissimo Nome di Maria), края на 16 век, в Боскето
- Католическа църква „Св. Лаврентий“ (Chiesa di San Lorenzo), 1614 г., в Рива
- Католически параклис „Мадоната на снега“ (Cappella della Madonna della Neve), 17 век, във Фалкето
- (Кларисински) Манастир на Св. Киара (Monastero Santa Chiara di Bra), края на 19 век (бул. Мадона дей Фиори 3)
- Джамия/ Асоциация на мюсюлманите (Associazione dei musulmani) (ул. Кардучи 3)

### Образование
В Бра се намират следните средни училища:
- Държавна гимназия за класически, природни, езици и хуманитарни науки „Джолити-Гандино“
- Държавен технически и търговски институт „Ернесто Гуала“
- Държавен технически и индустриален институт „Асканио Собреро“ - асоциирана секция
- Държавен професионален институт за туризъм, графика и хотелиерство „Велсо Мучи“. Той е ръководител на Центъра за храна и вино в Пиемонт, който предлага курсове за обучение след дипломиране.
- Държавен професионален институт „Сан Доменико Савио“
- Университетът по гастрономически науки, недържавен, законно признат университет, е активен в Поленцо от 2004 г.

### Академия дели Иноминати
На 27 юли 1702 г. в Бра е създадена Академия дели Иноминати. Уникална в Пиемонт с Академия дели Инколти в Торино, тя е издигната в аркадска колония от Аркадия в Рим заради престижа и славата си. Първоначално е сдружение на литератори, поети, културни личности, любители на музиката и изобразителните изкуства. Академиците се отказват от собствените си имена и приемат титла, с която подписват поетичните си произведения. Основател е граф Пиер Иняцио Дела Торе, а сред членовете му са Джузепе Дзорньото Покорния, Джовани Батиста Бонино Геният, и най-известните италиански литератори от онова време - Лудовико Антонио Муратори и Шипионе Мафей. Сред жените се открояват Бенедета Клотилде Лунели от Кераско и Аврора Сансеверино от Лукания. Те се срещали в къща в историческия център, където и до днес се виждат рисувани медальони, изобразяващи героите на Академията. Упадъкът на сдружението започва след 1720 г.
През 2002 г. в Бра се провежда конференция за изследвания и прозрения, организирана от Алфредо Манго. Материалите от конференцията са събрани в сборника „L'Arcadia e gli Innominati a Bra“, издателство Франко Анджели.

## Гастрономия
Градът е дал името си на сирене DOP Bra, но днес в Бра не се произвежда нито един вид сирене със същото име и дори в миналото то е идвало предимно от селата в долините и планините на Кунео. Търговците от Бра обаче са тези, коиито карат сиренето да узрее и които го докарват на пиемонтските и особено лигурските пазари, където е използвано за приготвяне на песто. В генуезкия район то все още е с голямо търсене. Благоприятните климатични условия и щастливото географско местоположение на Бра го правят най-големият център за събиране на зреене и търговия, първоначално извършвано с конски каруци.
Наденицата Бра се приготвя чрез смесване на постно говеждо месо и свинска мас. По едно време се е приготвяла само с говеждо месо в полза на еврейската общност на Кераско. Това е традиция, официализирана с кралски указ, който разрешава на месарите от Бра да използват говеждо месо при приготвянето на пресни колбаси, което е единственият случай в Италия. Днес месарите от Бра и околността я приготвят, като фино смилат 70-80 процента постно пиемонтско телешко месо и 20-30 процента свинска мас и свинска панчета. Пастата трябва да се поддържа мека и влажна и да се напълни в малка овча обвивка. Всеки месар има своя собствена дозировка в състава на тестото: всички използват морска сол, смес от подправки (бял пипер, канела, индийско орехче); всеки персонализира с чесън, копър, праз, настърган пармезан, бяло вино Арнейс или Фаворита, зряла робиола ди Ланга. Наденицата за предпочитане трябва да се консумира сурова и възможно най-прясна или сготвена с миш-маш.
Салот е десерт с неясен произход, приготвян по случай Богоявление. Състои се от два диска от хлебно тесто (или бриош), които обхващат пълнеж от захаросани плодове и кайсиево сладко.

## Спорт

### Клубове
Клубът „Асочационе Калчо Бра“, основан през 1913 г., има някои участия в Серия C.
Хокей на трева се практикува в Бра от 60-те години на 20 век. Най-успешният отбор е женският отбор H.F. Lorenzoni, носител на множество шампионски титли в най-високата дивизия на италианското първенство и в първенството на закрито, както и на Италиански купи и Италиански суперкупи. Мъжкият отбор по хокей на трева печели първото първенство в шампионата 1974/1975 с името Hockey Club Bra и през годините е печелил това признание още няколко пъти, както и национални купи и суперкупи.
На 9 юни 1994 г. 19-ият етап от Обиколката на Италия през 1994 г. завършва в Бра от Лаваня с победата на Масимо Джирото. На 29 май 1999 г. 14-ият етап от Обиколката на Италия през 1999 г. стартира от Бра до Борго Сан Далмацо, като победител е Паоло Саволдели. На 18 май 2023 г. 12-ият етап от Обиколката на Италия през 2023 г. стартира от Бра до Риволи, като победител е Нико Денц.

### Спортни съоръжения
Градът разполага с различни спортни съоръжения, способни да приемат различни дисциплини. През 1972 г. Спестовната каса на Бра финансира изграждането на спортната зала, посветена на баскетбол, хокей на закрито, лека атлетика и тенис. Собственост на общината, тя се управлява от Полиспортива Паласпорт и е дом на Тенис клуба Мачбол с прилежащи кортове с клей, синтетична трева, килим и един корт с тревна настилка.
На улица „Виале Мадона дей Фиори“ има две игрища със синтетична трева за хокей на трева, футболни игрища (включително стадион „Атилио Брави“, всички управлявани от общината) и плувен басейн, управляван от Società Braidese per il Nuoto, със смесено частно (70%) и общинско управление. Цялата зона, някога използвана като парадна площадка, граничи с велоалея.
Други съоръжения се намират в местностите Бескуроне, Виа Росели, Бандито, Поленцо; на Корсо Монвизо се намира центърът Браспорт, използван главно за футбол на петима.

## Транспорт

### Пътища
Градът се пресича от магистрала 231 ди Санта Витория, която свързва Асти с Кунео.
Общината се обслужва от пунктовете за таксуване Бра-Марене и Кераско на магистрала A33 Асти-Кунео. Пунктът за таксуване Бра-Марене е директно свързан с центъра на града чрез магистрала 702 Тангенциале Овест ди Бра.

### Железопътни линии
Гара Бра, разположена на централния площад Рома, е била клонова гара за линиите Кавалермаджоре-Алесандрия и Торино-Чева-Савона. След загубата на връзката с Чева след наводнението от 5-6 ноември 1994 г. и след затварянето през 2012 г. на железопътните услуги след Алба, тя е част от Торинската столична железопътна служба като прекачваща гара на линията SFM4 Алба-Торино Стура (от 9 декември 2012 г. до 19 януари 2024 г.) и от 20 януари 2024 г. е удължена през летището до Чирие, губейки крайната гара Торино Стура. Предлага и два курса през седмицата по линията Алба-Торино Порта Нуова. Тя е била крайна спиирка на линията SFMB Кавалермаджоре-Бра-Алба (от 9 юни 2013 г.), станала впоследствие Кавалермаджоре-Бра (до 2020 г.), и понастоящем е заменена от заместващи автобуси.
Гара Бандито на линията SFM4 Алба-Чирие също се намира на територията на общината.
Трета станция е планирана в общинската зона, наречена „Бра Лавачето“, близо до прелеза на „Страда Ка' дел Боско / Страда Лавачето“, обслужваща квартал „Мадона Фиори“.

### Градска мобилност
Градският транспорт в Бра се осъществява от компанията SAC и се състои от следните линии: 1 (Bra (Movicentro) <> Verduno (Ospedale)), 2 (Sommariva Bosco <> Bra (Centro) <> Verduno (Ospedale)), 3 (Riva <> Bra (Stazione) <> S.Matteo), 4 (Bra (Movicentro) <> Roreto <> Cherasco), 6 (Bra (Movicentro) <> America dei Boschi <> (Pocapaglia)), 7 (Bra (Movicentro) <> Pocapaglia <> (America dei Boschi)).

## Събития
- Най-старият панаир сред все още действащите е Rassegna Zootecnica di Pasquetta на площад „Джолити“.
- В нечетни години се провежда „Сирене“ – международният панаир на млякото и сиренето. Изобретен от движението Slow Food, базирано в Бра, той включва производители на мляко и работници от цял свят. Това събитие се провежда на всеки две години през септември.
- На всеки две години се провежда „Corto in Bra“ – международен фестивал на късометражните филми.
- Всяка година в последната неделя на септември публичните и частните дворове на историческия център са главни герои на инициатива за храна, вино и култура „Da cortile a cortile“. Чрез маршрут се откриват старият Бра и продуктите от района.
- Всяка година през месец май се провежда „Salone del libro per ragazzi“ – преглед на младежките издания, който следва с няколко дни основното издание (Салон на книгата в Торино).

## Известни личности
Родени
- Паоло Брицио (1597 – 1665), католически епископ, историк
- Пиеро Паоло Оперти (1704 – 1793), художник
- Луиджи Мария Рикиери ди Монтикиери (1771 – 1835), генерал
- Франческо Икери (1794 – 1845), католически епископ
- Свети Джузепе Бенедето Котоленго (1786 – 1842), църковен деец
- Гулиелмо Гарибалди Мофа ди Лизио (1791 – 1877), военен и политик
- Агостино Котоленго (1794 – 1853), художник
- Гулиелмо Аудизио (1802 – 1882), историик, писател и презвитер
- Леополдо Валфре ди Бонцо (1808 – 1887), политик и военен
- Акиле Бернарди (1823 – ?), политик
- Джовани Батиста Гандино (1827 – 1905), латинист
- Джоакино Бордезе (1830 – 1889), военен
- Бартоломео Джанолио (1837 – 1903), адвокат и политик
- Доменико Валино (1842 – 1913), алпинист, фотограф
- Адолфо Гандино (1878 – 1940), композитор
- Джовани Сартори (1894 – 1961), политик
- Пиеро Оперти (1896 – 1975), историк
- Ерминия Бианкини (1908 – 2020), столетница
- Феличе Стропиана (1915 – 1942), военен
- Силвио Курто (1919 – 2015), египтолог
- Ренато Маркиаро (1919 – 2017), футболист, партизанин
- Марио Ди Лоренцо (1921 – 2012), генерал
- Джина Лагорио (1922 – 2005), писателка, политик
- Малвина Гароне Ронки Дела Рока (1922 – 2016), партизанка
- Джовани Арпино (1927 – 1987), писател и журналист
- Атилио Брави (1936 – 2013), атлет (скок на дължина)
- Джанкарло Киарамело (1939), диригент и аранжьор
- Леонардо Гросо (1943), бивш фуболист, спортен мениджър
- Франко Гарели (1945), социолог
- Франческо Гулино (1946), агент Пикадили, предполагаем убиец на писателя – дисидент Георги Марков
- Даниела Кароли (1947 – 2011), актриса и дубльорка
- Адриана Кавареро (1947), философ
- Ема Бонино (1948), политик
- Луиджи Бонино (1949), танцьор и актьор
- Карло Петрини (1949), гастроном, социолог, писиател, осовател на Slow Food
- Джани Фаринети (1953), писател
- Роберто Ди Каро (1953), журналист
- Елена Фисоре (1957), политик
- Мино Тарико (1959), политик
- Микелино Давико (1961), политик
- Джорджо Мария Берджезио (1963), политик
- Мариано Рабино (1970), политик
- Джана Ганча (1972), политик
- Стефано Сордо (1972), сценарист, режисьор, музикант
- Лорена Канотиере (1973), създателка на комикси
- Стефано Дакастело (1980), атлет (скок на дължина и спринтьор)
- Марко Дестро (1980), певец
- Джанкарло Фереро (1988), баскетболист
- Марта Маскарело (1988), футболистка
- Франческа Берджезио (2004), Мис Италия 2023

## Побратимени градове
- Шпрайтенбах, Швейцария, 1988
- Вайл дер Щат, Германия, 2001
- Корал де Бустос, Аржентина, 2007
- Сан Сости, Италия, 2007
- Витлеем, Палестина, 2023
- Лежа, Албания, 2024